# Encholirium heloisae
Encholirium heloisae là một loài thực vật có hoa trong họ Bromeliaceae. Loài này được (L.B.Sm.) Forzza & Wand. mô tả khoa học đầu tiên năm 1998.